# Adolf Pawiński

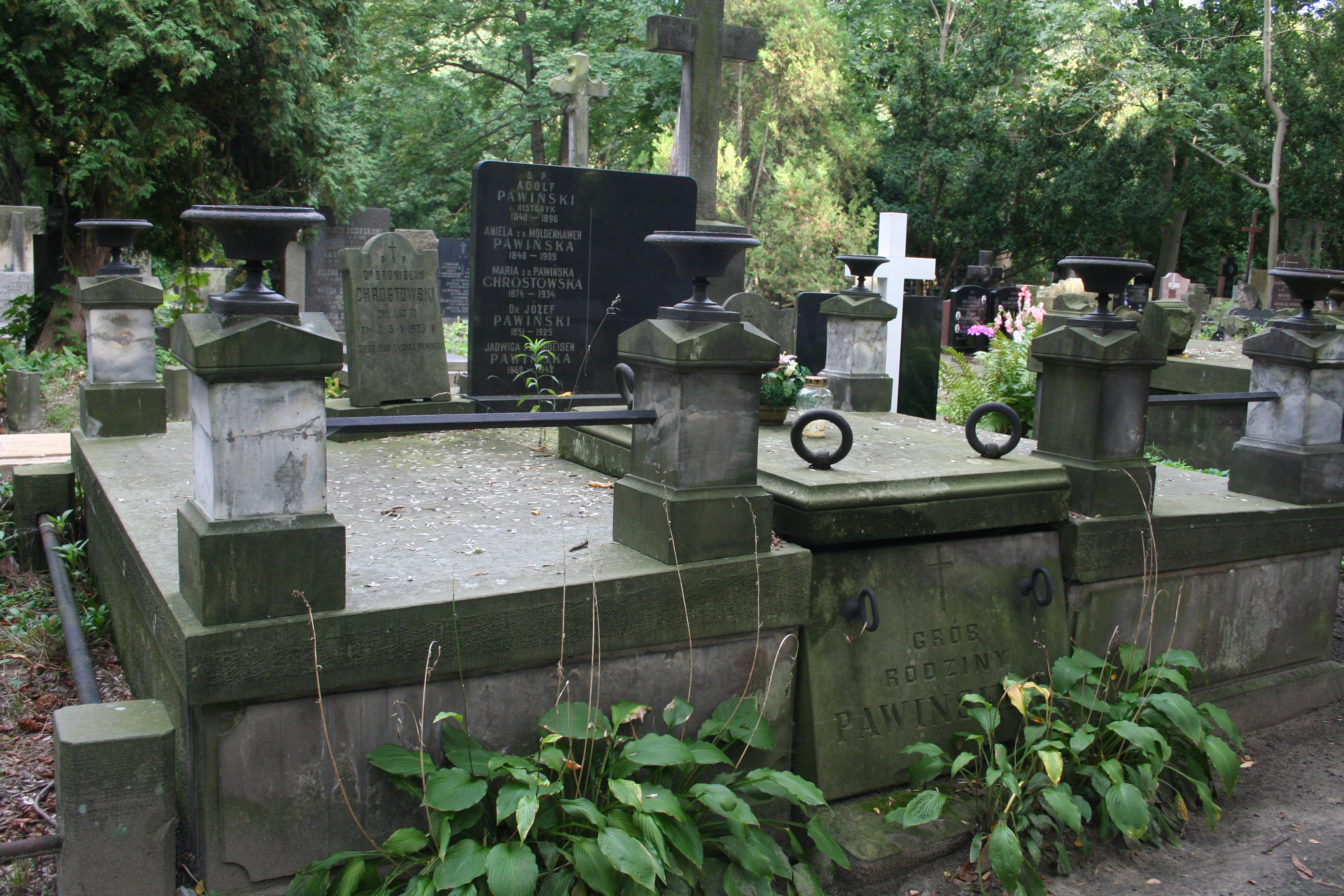
Grobowiec rodziny Pawińskich na warszawskich Powązkach

Adolf Stanisław Pawiński (ur. 7 czerwca 1840  w Zgierzu, zm. 24 sierpnia 1896 w Grodzisku Mazowieckim)  – polski historyk, archiwista, docent Szkoły Głównej Warszawskiej i profesor historii powszechnej Cesarskiego Uniwersytetu Warszawskiego .

## Życiorys
Adolf Pawiński urodził się jako drugi z czworga dzieci Jana Pawińskiego. Jego ojciec pochodził ze Słupcy i był właścicielem niewielkiej farbiarni w Zgierzu. Matka Amalia Franciszka Kunegunda (z domu Kronow) była córką posesora dzierżawnego dóbr głowieńskich .
Szkołę podstawową ukończył w Zgierzu, natomiast średnią w Piotrkowie Trybunalskim. Wraz z kolegami założył wówczas Towarzystwo Literackie, w ramach którego uczniowie czytali książki oraz podejmowali własne próby literackie. Do towarzystwa tego należało 8-10 uczniów w tym późniejszy pisarz, etnograf oraz slawista Bronisław Grabowski, autor studiów dotyczących ekonomii M. E. Trepka oraz filozof, tłumacz i encyklopedysta Henryk Struve.
Początkowo chciał zostać księdzem, ale w Piotrkowie postanowił poświęcić się karierze naukowej. Znalazł się w gronie 12 wybitnych uczniów, którzy otrzymali rządowe stypendium przyznane przez kuratorium warszawskiego okręgu naukowego dzięki czemu w 1859 rozpoczął studia na Wydziale Filozoficzno-Historycznym Uniwersytetu Petersburskiego. Tam brał czynny udział w ruchu studenckim. Zajmował się kontaktami pomiędzy polskimi studentami w Petersburgu i w Dorpacie. W lutym 1861 w Warszawie uczestniczył w zjeździe delegatów polskich studentów uniwersytetów rosyjskich, który był reakcją na zamknięcie Uniwersytetu Petersburskiego w wyniku zamieszek studenckich w tymże roku. W lutym 1862 Pawiński przeniósł się na Uniwersytet Dorpacki, gdzie został przyjęty do korporacji akademickiej Konwent Polonia.
W 1864 otrzymał stopień kandydata nauk. W tym samym roku Teodor Witte, dorpatczyk, przyznał Pawińskiemu dwuletnie stypendium na studia zagraniczne. Najpierw wyjechał do Berlina, gdzie spotykał Rankego. Później słuchał wykładów Jaffego i Droysena. Następnie udał się do Getyngi, gdzie pod okiem Waitza uzyskał doktorat w dziedzinie genezy ustroju średniowiecznych komun włoskich.
W 1868 po powrocie do Polski został docentem Szkoły Głównej w Warszawie i jednocześnie otrzymał płatną pracę w Archiwum Głównym Akt Dawnych w Warszawie.
W Petersburgu, w 1871, po przedstawieniu rozprawy o Słowianach połabskich uzyskał stopień doktora historii powszechnej, po czym mianowano go profesorem nadzwyczajnym Uniwersytetu Carskiego w Warszawie (po zamknięciu Szkoły Głównej).
W 1875 objął kierownictwo Archiwum Głównego oraz otrzymał nominację na profesora zwyczajnego. W 1876 Moskiewskie Towarzystwo Archeologiczne wybrało go na swojego członka czynnego.
Od 1891 roku członek czynny zagraniczny Wydziału historyczno-filozoficznego Akademii Umiejętności. W 1876 roku został członkiem Moskiewskiego Towarzystwa Archeologicznego.
Pawiński współredagował „Bibliotekę Warszawską”, był również współzałożycielem pisma „Ateneum”, a także współpracownikiem Wielkiej Encyklopedii Ilustrowanej oraz wielu czasopism. Kierował Sekcją Czytelni przy Towarzystwie Dobroczynności. Był również współtwórcą Towarzystwa Kolonii Letnich.
Żoną Adolfa Pawińskiego była Aniela Moldenhawer (1848–1909) z którą miał syna Stanisława (1872-1913) i córkę Marię (1875–1934), a jego zięciem był Bronisław Chrostowski (1852-1923, lekarz, związany z Otwockiem).
Adolf Pawiński został pochowany w grobowcu rodzinnym na cmentarzu Powązkowskim w Warszawie (kw. 207–VI–25/27).

## Publikacje (wybór)
- Źródła dziejowe
  - Skarbowość w Polsce i jej dzieje za Stefana Batorego
  - Stefan Batory pod Gdańskiem w 1576-77
  - Polska XVI wieku pod względem geograficzno-statystycznym
    - Mazowsze (1894)
    - Wielkopolska t.1 t.2
    - Małopolska t.1 t.2
- Rządy sejmikowe w Polsce, 1572-1795: na tle stosunków województw kujawskich (1888)
- Sejmiki ziemskie: początek ich i rozwój aż do ustalenia się udziału posłów ziemskich w ustawodawstwie sejmu walnego 1374-1505  (1895)
- O pojednaniu w zabójstwie: według dawnego prawa polskiego
- Jana Ostroroga żywot i pismo O Naprawie Rzeczypospolitej: Studyum z literatury politycznej XV wieku
- Hiszpania. Listy z podróży (1881) t.1, t.2
- Portugalia: listy z podróży
- Dzieje zjednoczenia Ormian polskich z Kościołem Rzymskim w XVII wieku, z dwóch rękopisów, z włoskiego i łacińskiego w przekładzie polskim
- Polabskie slaviâne: istoričeskoe izsledovanie
- W sprawie o narodowość Kopernika: Objaśnienia ku uczczeniu 400-nej rocznicy urodzin Kopernika w d. 19 lutego 1873
- Młode lata Zygmunta Starego
- Anna, księżna Mazowiecka
- Ostatnia księżna mazowiecka: obrazek z dziejów XVI wieku

## Upamiętnienie
- Od 1960 jest patronem jednej z warszawskich ulic[17][18].
- W kościele Wniebowzięcia Najświętszej Maryi Panny i św. Józefa Oblubieńca w Warszawie znajduje się tablica epitafijna ku czci Adolfa Pawińskiego.
- Jest patronem jednej z ulic w Zgierzu